# 仁德糖廠
仁德糖廠是一座位於台灣臺南市仁德區田厝的一座現代機械化的製糖工廠及設施群，其前身為臺灣製糖株式會社的車路墘製糖所，於1909年創立，並在1910年開工生產。
2004年9月，該園區由台南區處接管，並由十鼓擊樂團承租廠區部分倉庫閒置場域成立「十鼓仁糖文創園區」，作為國際藝術村對外開放參觀。

## 沿革

### 日治時期的創立

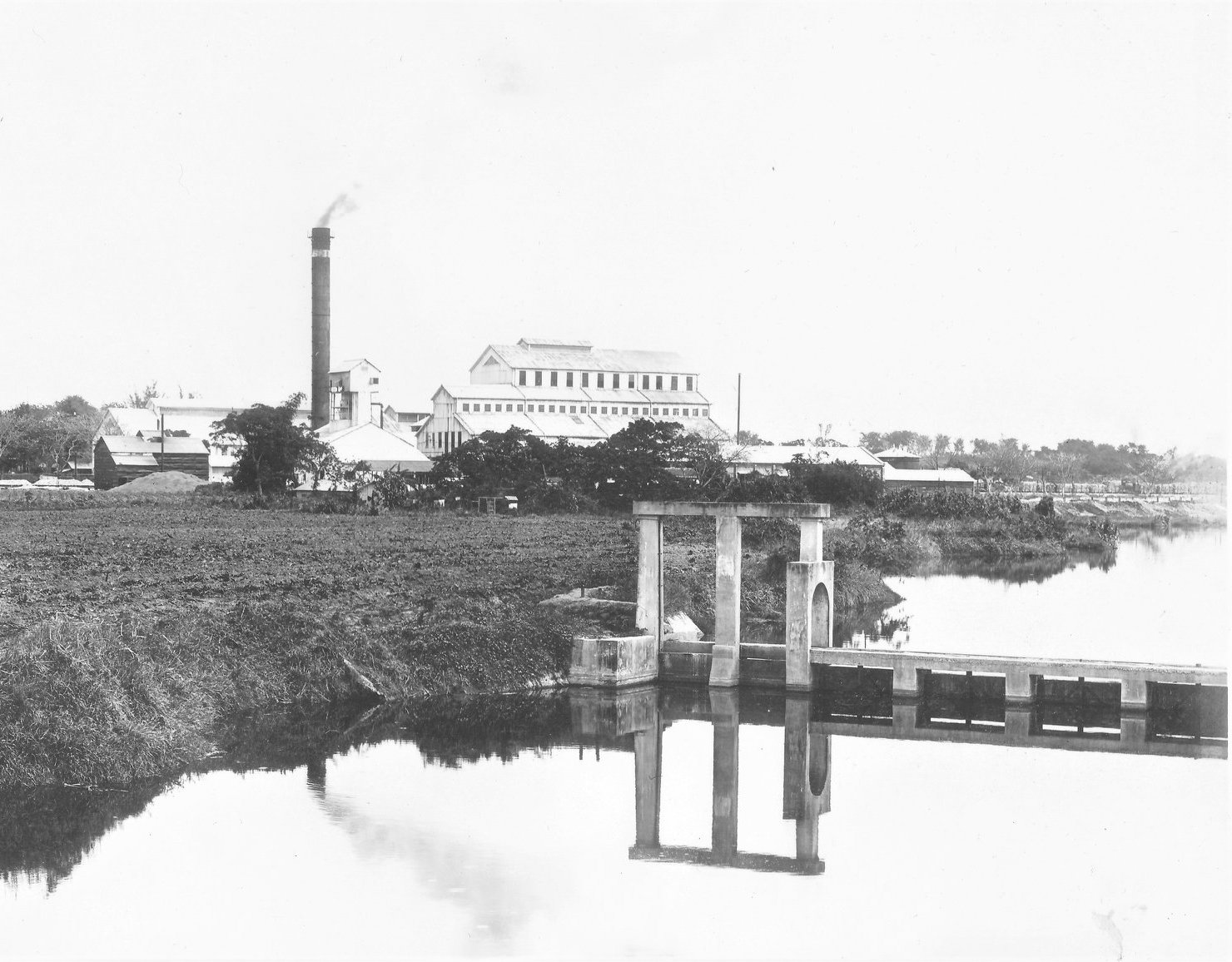
日治時期的車路墘製糖所。

仁德糖廠的前身可追溯至臺灣製糖株式會社在1909年（明治42年）10月開始籌建的車路墘製糖所，該製糖所位於臺南廳仁德南里田厝庄。該年10月31日因工廠預定地與車路墘驛有衝突:305，之後車站遂在提出移轉申請後於該年11月10日向北遷移1.5公里（今保安車站），而製糖工廠則於1910年（明治43年）1月開始建造，11月1日完工並試運轉，11月19日開始正式壓榨，壓榨能力為1200公噸，生產粗糖。1926年（大正15年）工廠設備更換，改產白糖，平均每天可壓榨1800噸甘蔗，最高可到2100噸。1943年（昭和18年）因應戰事，該工場層又改回生產粗糖。

### 戰後時期及停運
在太平洋戰爭期間，糖廠雖然未直接被轟炸，但間接影響糖廠運作與失修，以及蔗物荒廢耕作，但廠房設備等皆屬殘破不堪，尤其蔗園荒廢，原物料生產失調最為嚴重。第二次世界大戰結束後，1945年11月，車路墘製糖所由國民政府資源委員會管理，並於次年由臺灣糖業公司接收，歸第二分公司管轄，改稱車路墘糖廠，首任廠長為丘昇元。並自同年10月起開始將水害糖煉製城特號棉白特號砂白與方糖等白糖。
1950年（民國39年）7月臺糖改行總廠制後，該廠歸總爺糖廠管轄，之後在1957年（民國46年）進行擴建，隔年（1958年）車路墘糖廠與三崁店糖廠（永康糖廠）合併，合稱為車崁糖廠，由麻佳總廠管轄。1967年（民國56年）7月臺糖再改制，車崁恢復原來兩糖廠。但車路墘糖廠改歸高雄總廠管轄。1969年8月，該廠配合所在行政區更名為仁德糖廠並沿用至今。
1975年，在高雄總廠撤銷後，仁德糖廠又改由屏東總廠管轄直到1985年（民國74年）9月臺糖裁撤總廠督導部門為止，之後直屬於臺糖公司，原有辦公空間改由台灣糖業公司量販事業部、休閒遊憩事業部與台南區處等單位共用。

### 當代

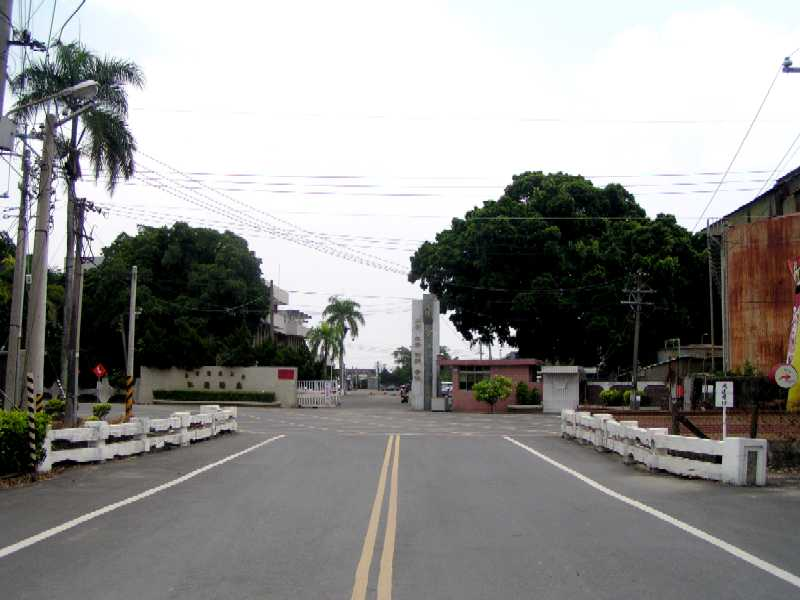
2009年仁德糖廠大門

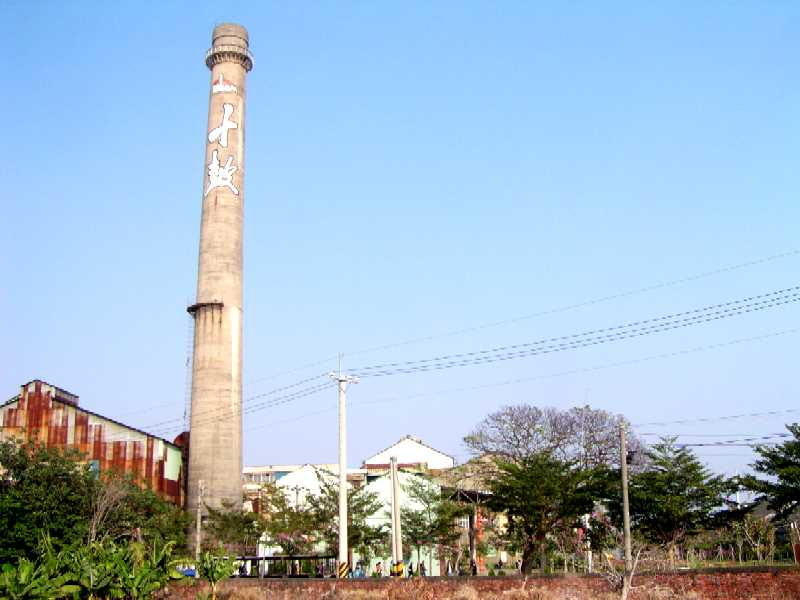
2009年仁德糖廠廠房煙囪

2003年7月1日，仁德糖廠停產，其製糖業務及原料區歸併善化糖廠。在台灣糖業公司量販事業部（2000年10月1日成立）及休閒遊憩事業部（2004年1月1日）成立後，先後進駐仁德糖廠廠區。
2005年12月，部分廠區倉庫租給十鼓文創股份有限公司使用，規劃建設十鼓文化園區。該園區設計由劉國滄、葉世宗負責，並自2007年1月1日起園區正式對外開放，並與奇美博物館、保安車站、臺南都會公園等地連結形成了仁德文化園區群。當前，十鼓文化園區設有鼓博館、水槽劇場、影音館、大型環境劇場等設施。並設立多項極限體驗設施及音樂祭、藝術節展覽活動提供參觀者使用。
2016年，園區中所設置「蜜橋天空步道」與「夢糖劇場」工程入圍世界建築節獎項。2021年，園區進行「童話魔法」主題改裝工程，針對仁德糖廠的現有工業遺產群進行活化。

## 設施

### 製糖工廠
製糖工場廠區主要由大量金屬構件、鐵皮等外牆結構組成，內部結構保存了重要的產業機器設施。其中，一、二樓主側部分為清淨室，並配備製糖所需的重型機具，例如壓榨機、蒸發罐、炭酸瓦斯飽和槽、蔗汁加熱器、沉殿槽、蒸發罐、乾燥箱等，用於處理甘蔗的工廠操作。三樓則專門設置結晶罐。在2010年代後，製糖工場進行了內部的加裝工程，目前二樓處已增設餐廳設施。此外，四樓頂區也設有天空步道、觀景台和極限跳戰設施供參觀者使用。
製糖工場旁設有砂糖倉庫一座，內部則裝設五重壓榨機，2010年代，經第二期規劃後，該建築現在作為夢糖劇場使用。全館可容納800人座位。，建築旁之修護所則保存打鐵舖、車床、電焊機等工業設施，當前則改裝成「修護書屋」重新使用。
工廠區設有一座1938年興建之大煙囪，該建築為鋼筋混凝土結構、高度67公尺，1989年，現頂端出煙口發生材質嚴重風化脫落，後經打除損壞部分，並灌漿修復後再使用。2020年，該煙囪進行維修規劃及執行工程。

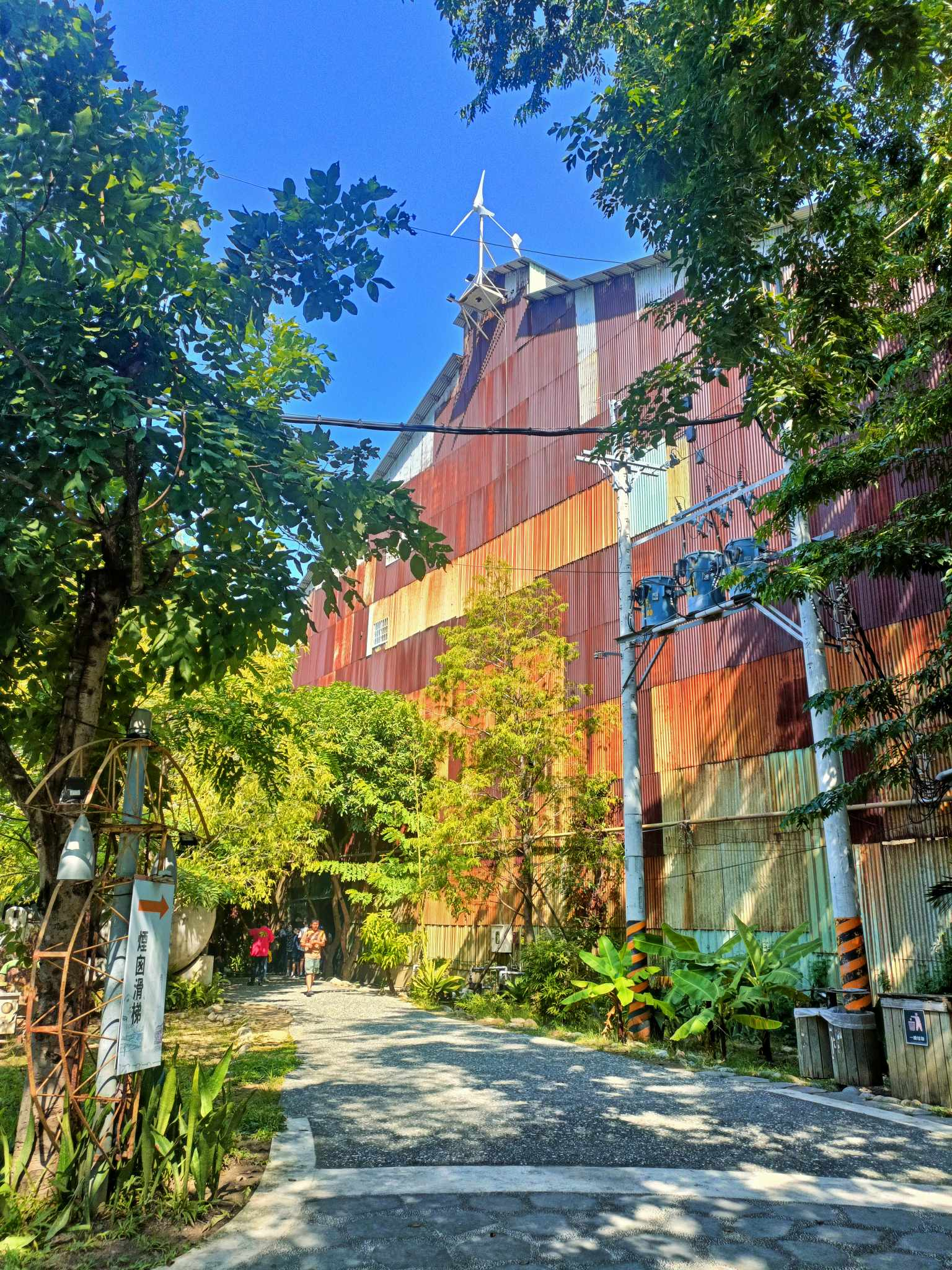
製糖工廠外側
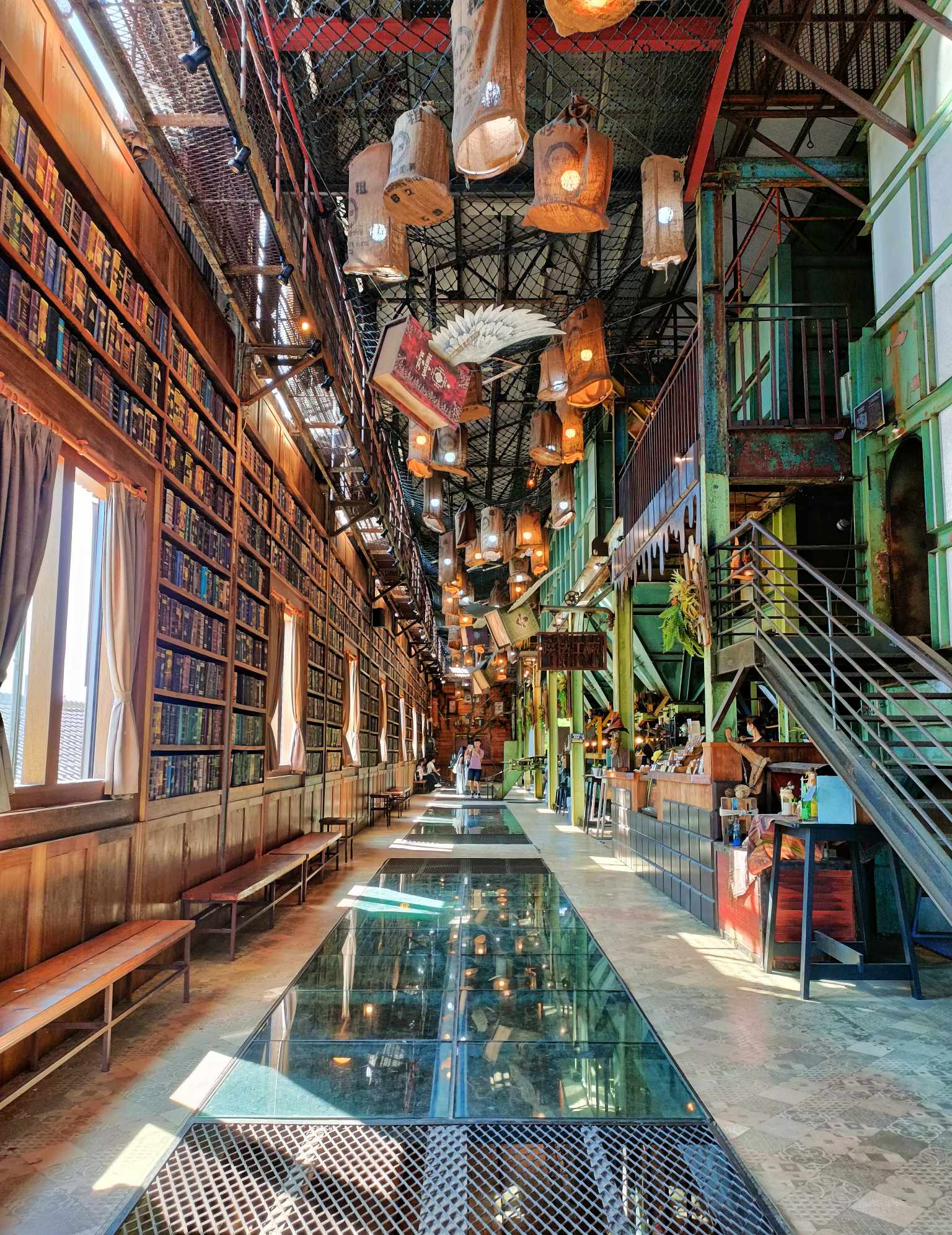
當前經過改裝的製糖工廠二樓場域
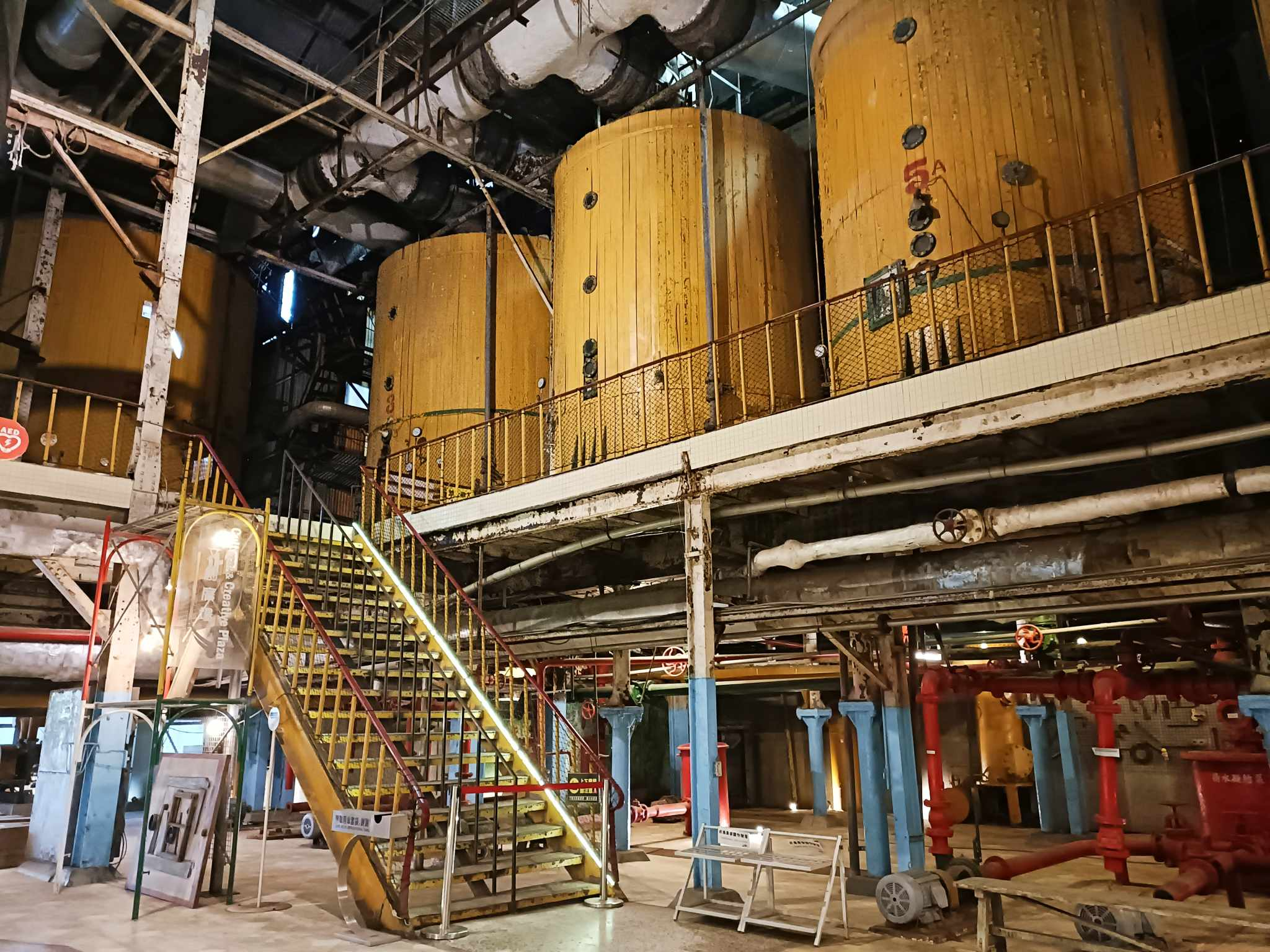
蒸發罐
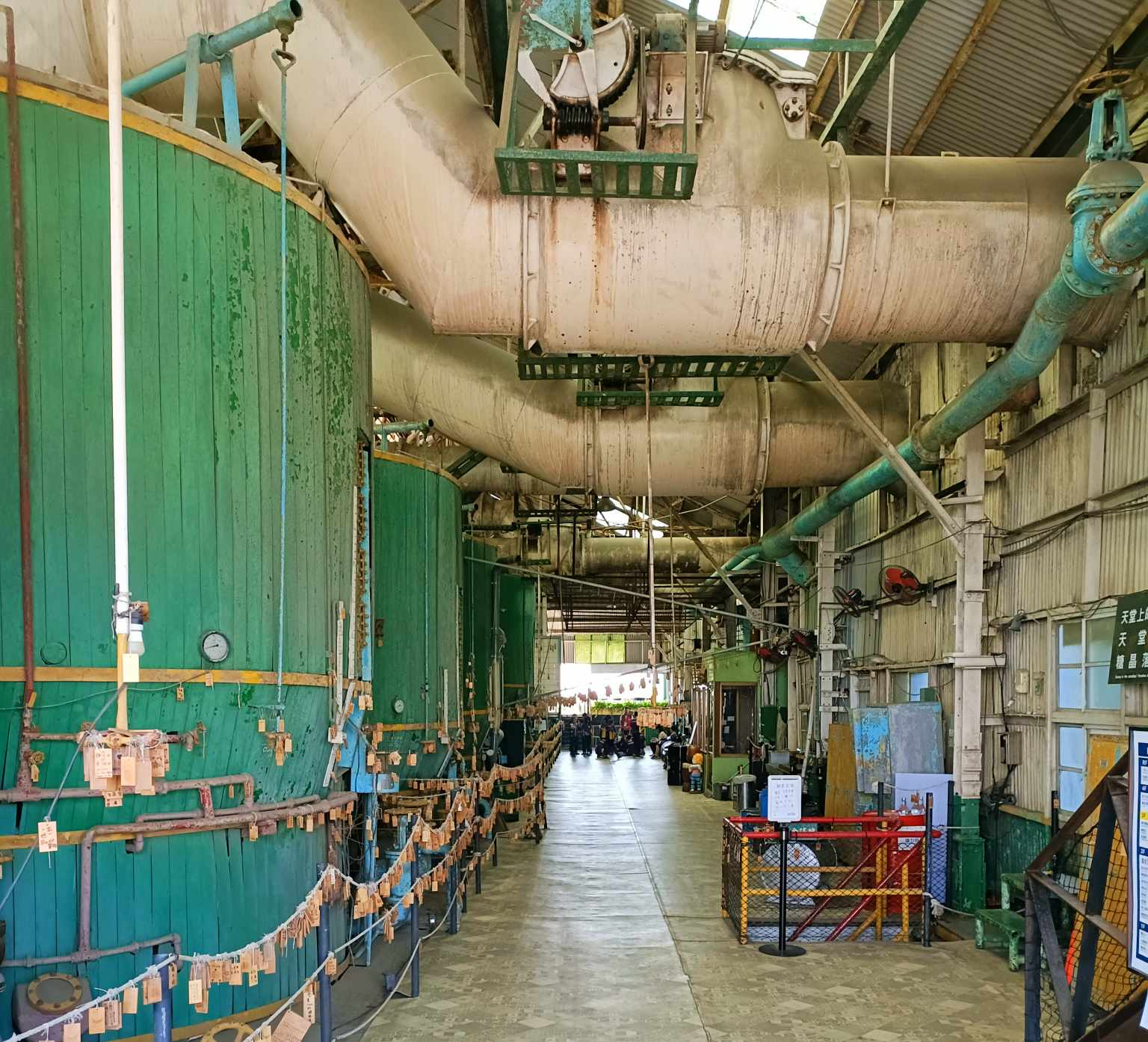
結晶罐

### 糖蜜儲存槽

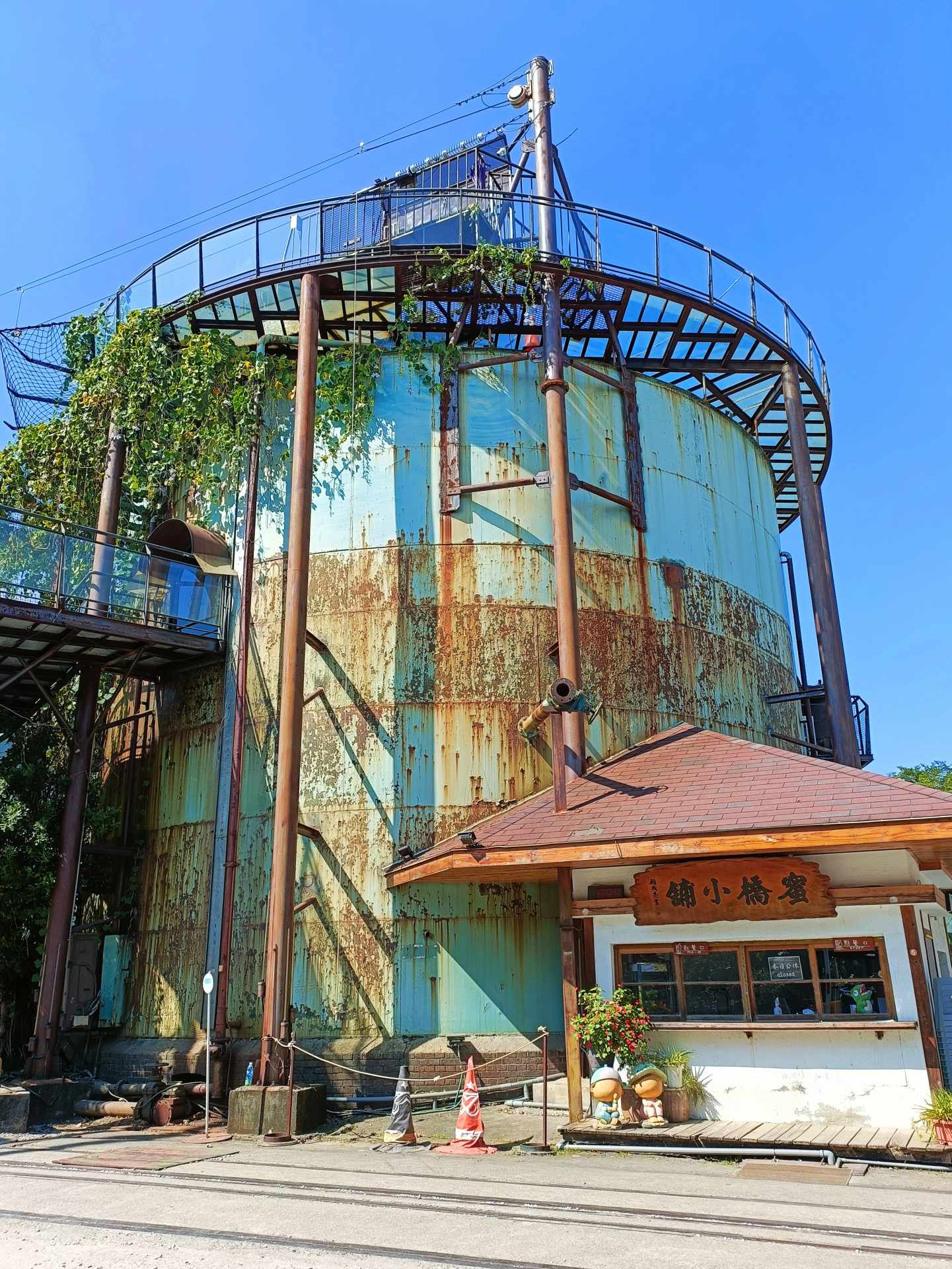
糖蜜儲存槽
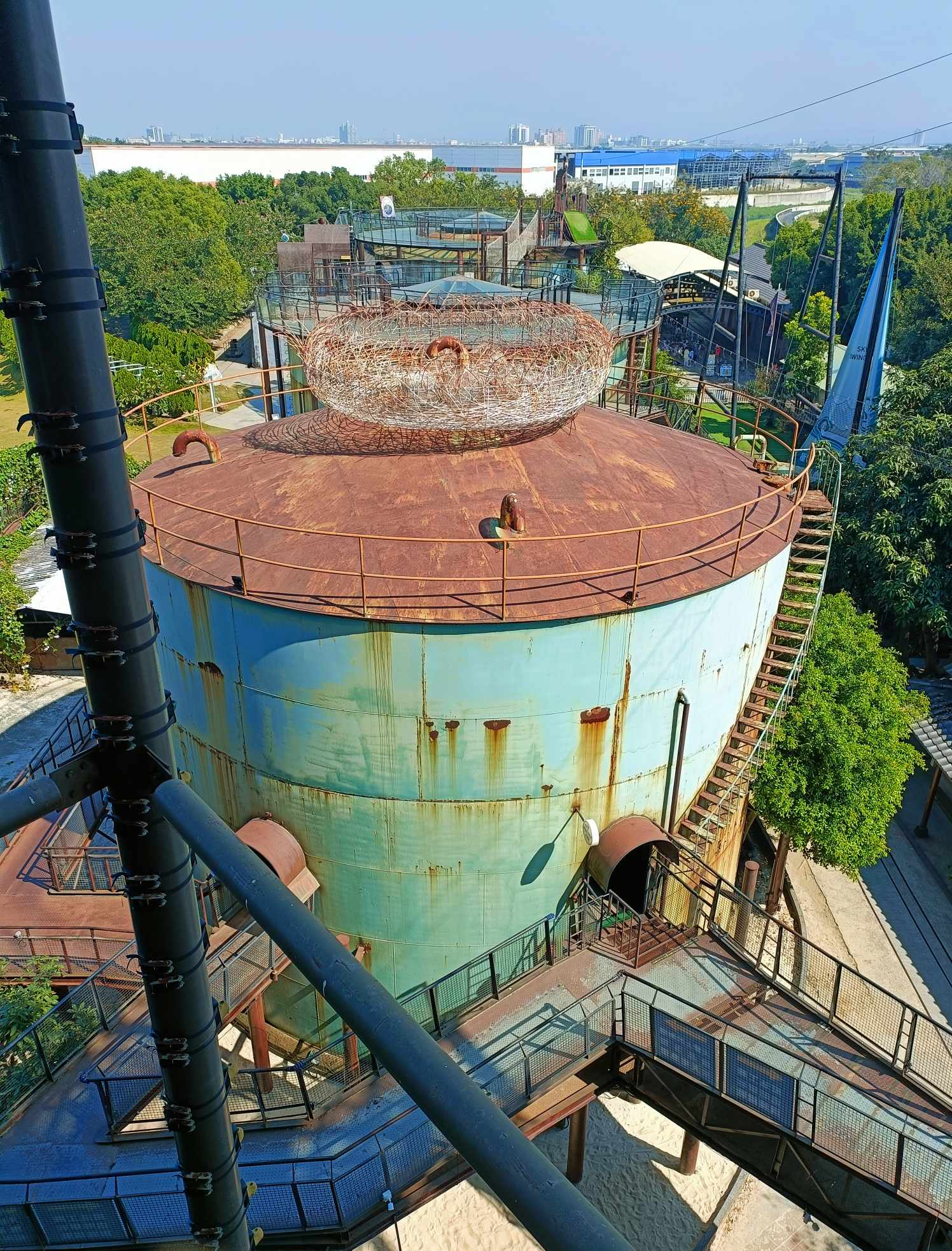
糖蜜儲存槽
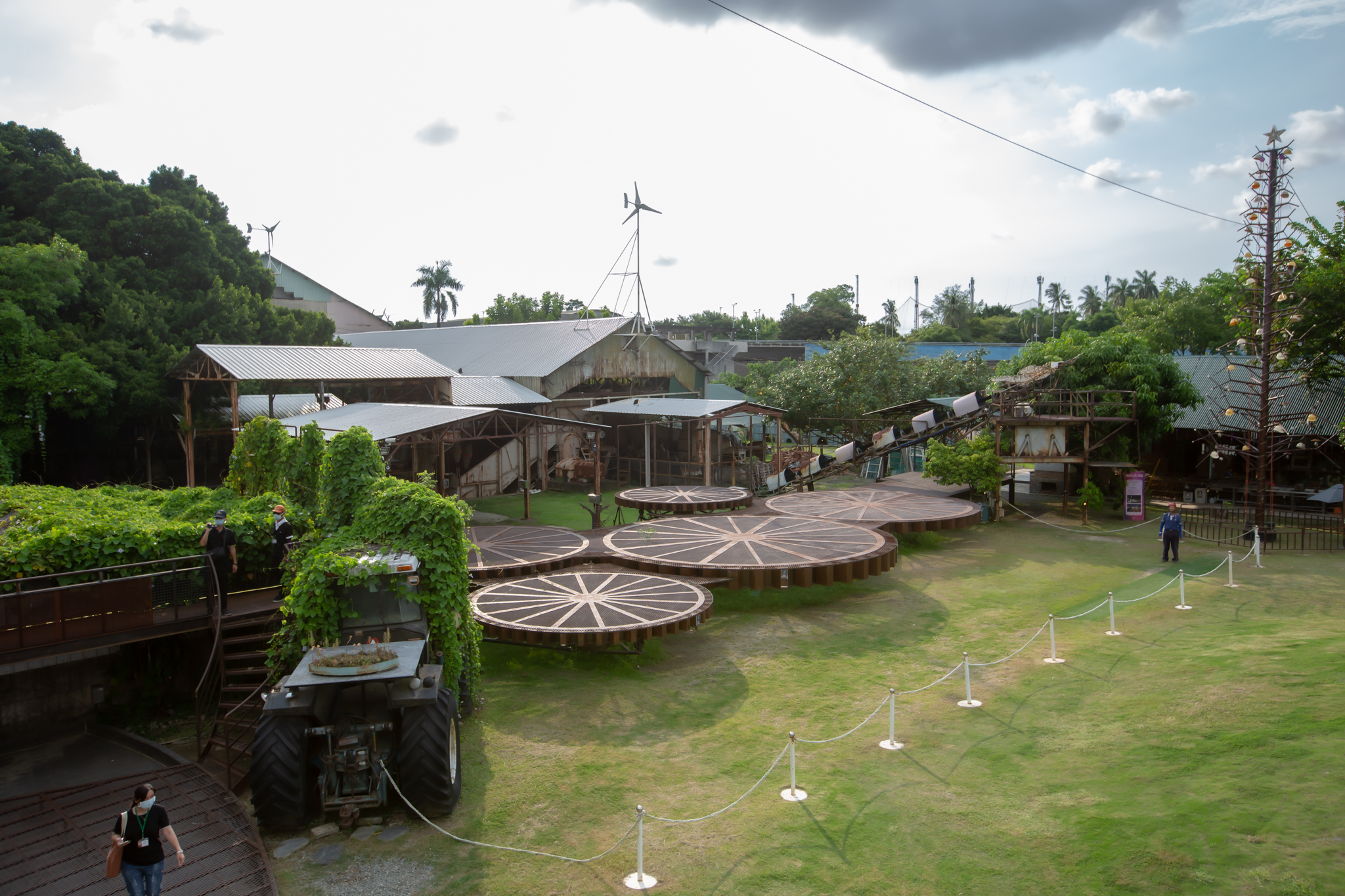
園區一景
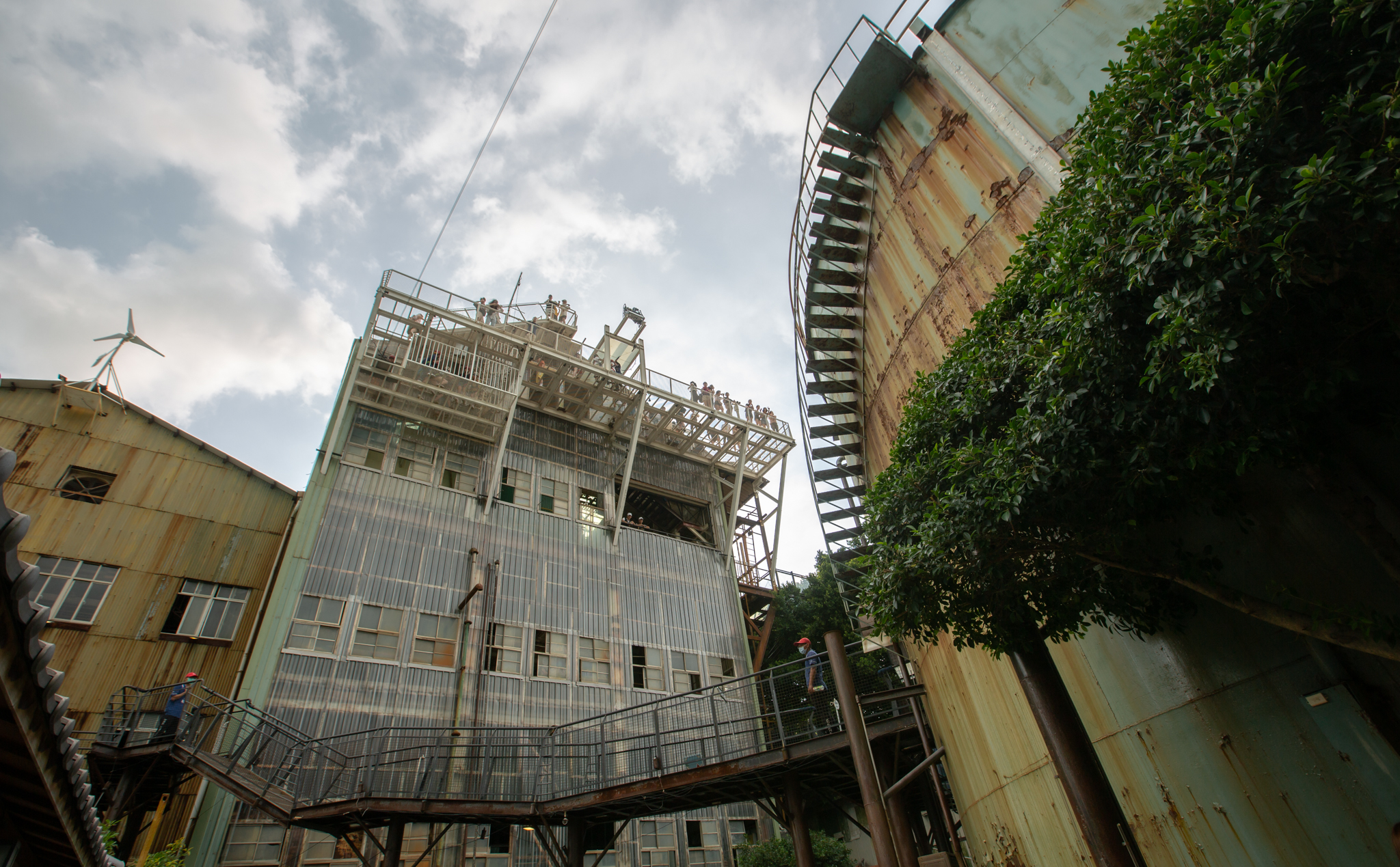
園區一景
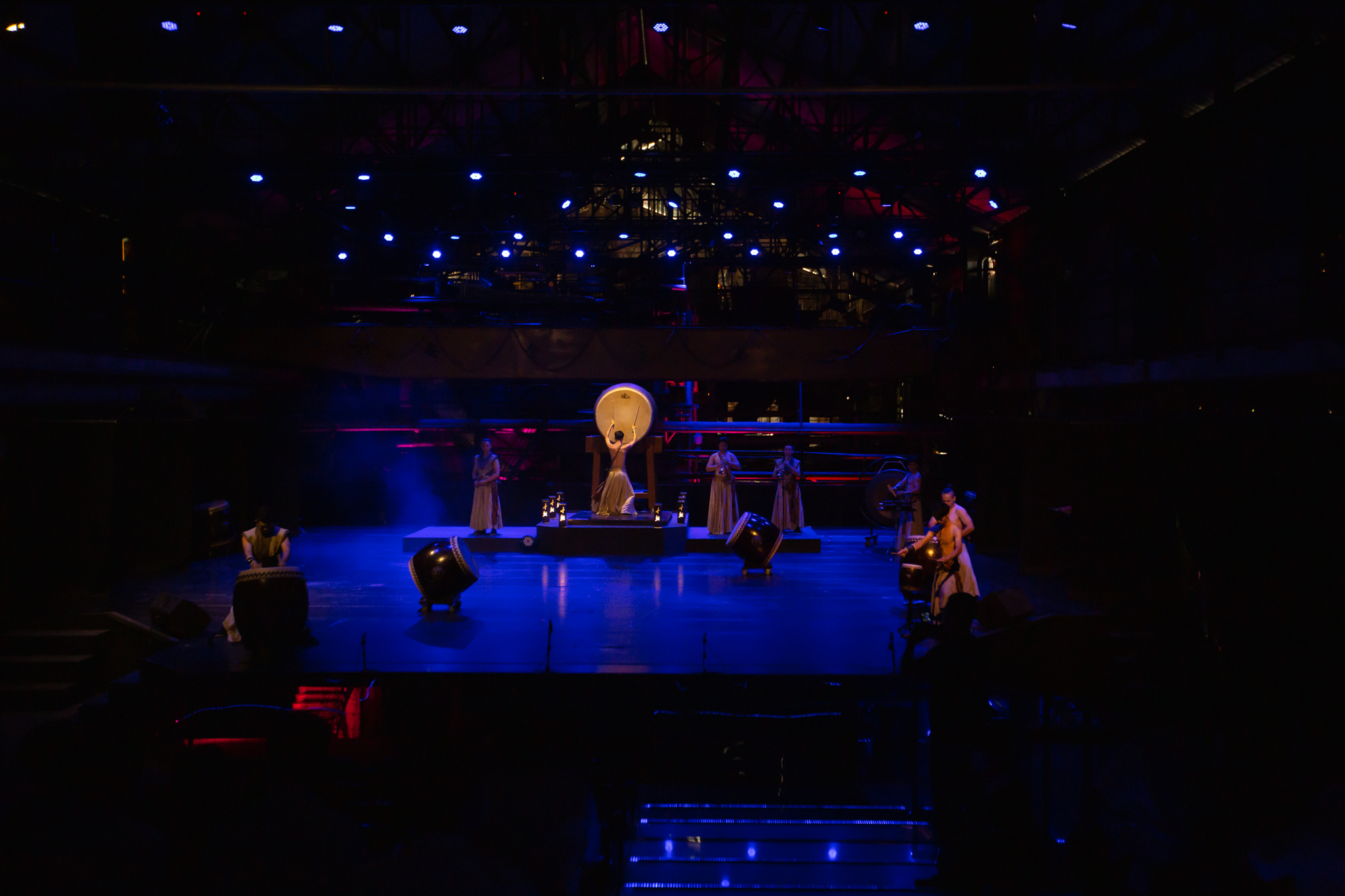
夢糖劇場

仁德糖廠當前共保存共三座糖蜜儲存槽，包括一座建於日治時期（1941年1月建成，結構直徑13公尺，高9.45公尺）和兩座建於戰後時期（分別為1961年和1983年興建）。其中，戰後儲存槽的結構直徑分別為12.62公尺、高9.15公尺，以及13.56公尺、高9.11公尺。此外，戰後儲存槽在結構上設有柱子。
第一座經過內裝修復後，作為製糖廠歷史陳列館使用。第二、三座則改造作為兒童體驗館及咖啡館使用。2013年，儲存槽架設天空步道提供使用。
園區仍設有一座日治時期建造的地下室儲存槽，該建築以磚造構成，牆面為斜向立面，柱體並有尺刻標示其中成為特色。主要目的為在地底上貯存糖蜜恆溫。

### 倉庫群

#### 清溪林製鼓廠
清溪林樂器行由張吉祥，該器行主要以研發台灣鼓樂樂器為志向。2007年，經謝十的邀請後，該鼓廠遷至鼓創十鼓持續進行製鼓工作。

#### 故事館
園區原設有一處1939年完工的小型日式木造辦公廳舍，2019年，該該建築規劃成故事館餐開放參觀，並展示仁德糖廠周邊的虎山社聚落建築、老照片、生活器物與相關的文字記錄。

#### 天井紅屋
該建築為磚造建築，頂棚屋樑因年代久遠而風化毀損。今重新利用作為一奉茶驛站使用。

#### 虎山社
虎山社作為車路墘製糖所的構內神社使用，該神社於1933年5月28日落成，同年6月5日鎮座。主祭天照大神、豐受大神、北白川宮能久親王，神社維持費用來自於車路墘製糖所。該神社二戰後被拆毀，原址成為阿彌陀佛亭。

### 原料區與自營農場
仁德糖廠的原料區涵蓋臺南市與高雄市，而自營農場在日治時期有1800甲，其每公頃可產15、16萬臺斤，是臺灣製糖的農場中成績第二好的（第一名是後壁林農場）。但二次大戰時受戰爭影響，原料區產量只剩800公頃。戰後因1952年甘蔗受葉燒病侵襲，令1954年約耕甘蔗面積僅有1360多公頃，令糖廠一度有關廠危機，後因推行N：CO310的甘蔗品種，使原料供應恢復穩定。而在自營農場方面，戰後農場可種蔗之面積有2483公頃，但65%都是沙丘地，遂在1967年用涵洞壩淤積沖刷溝開墾了248公頃的荒地。
然而因仁德糖廠的原料區接近都會地帶，不少耕地變為工業用地、建地等，原料取得日漸困難。而在經濟部於1994年7月22日提出「工商綜合區開發設置管理辦法」後，台糖公司便在仁德糖廠的虎山農場內設置「臺南仁德工商綜合區」，佔地10.5256公頃，分為購物中心、修理服務、物流專區三大區，購物中心部分即2003年12月開幕的台糖嘉年華購物中心（今家樂福新仁店）。另外2005年9月開始興建的臺南都會公園之用地，亦位於虎山農場內。

### 糖廠鐵道

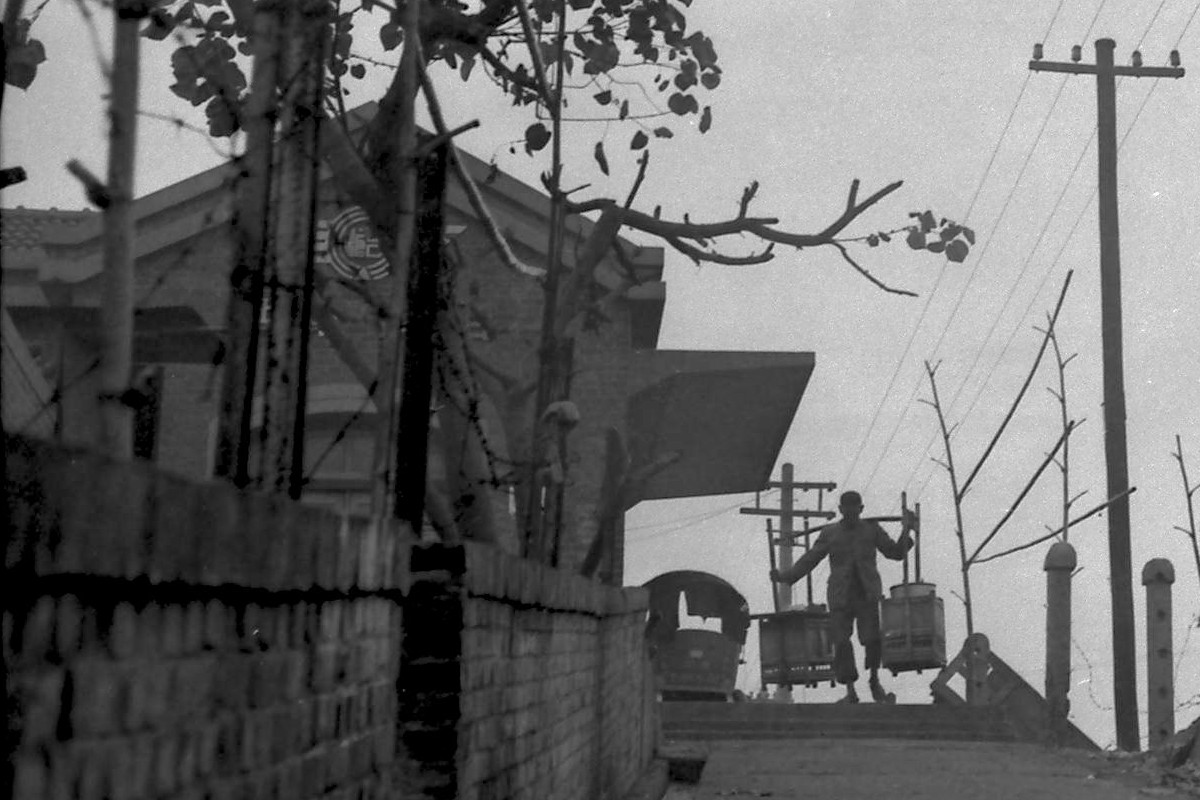
關廟線的臺南車站

二戰剛結束時，仁德糖廠有13噸級機關車5輛，5噸級甘蔗車291輛，鐵道長有85.2公里，行車電話線158.972公里。到了1977年時，仁德糖廠底下有臺南、中州、本州、阿蓮、埤仔頭、大灣、二甲、大苓、沙汰、沙崙、新埔、路竹等原料專用線，共約102.5公里，其中臺南線原有營業線的功能，但在1972年停辦
此外仁德糖廠曾有營業線「關廟線」，1948年10月10日通車，途經今臺南市關廟、歸仁、仁德、東區等區，但該線在因客源流失而於1972年8月停止營運。

## 外部連結
- 台糖全球中文入口網 （页面存档备份，存于）
- 十鼓文創園區Facebook （页面存档备份，存于）
- 十鼓文創園區官網 （页面存档备份，存于）
- 十鼓仁糖文創活動